# Heweliusz (satelita)
Heweliusz – trzeci (po PW-Sat i Lem) polski sztuczny satelita oraz drugi polski satelita naukowy (po Lemie); „polski” – czyli zintegrowany (tzn. zbudowany z podzespołów – zarówno krajowej, jak i zagranicznej produkcji) w Polsce. Jest szóstym i ostatnim z należących do międzynarodowej konstelacji satelitów astronomicznych BRITE (BRIght-star Target Explorer), budowanych w ramach konsorcjum polsko-kanadyjsko-austriackiego. Dołączył do wcześniej wystrzelonych: austriackich „TUGSAT-1” i „UniBRITE”, kanadyjskich „Toronto” i „Montreal” oraz polskiego „Lema”
Heweliusz jest drugim polskim satelitą w konstelacji BRITE. Pierwszym był Lem, wystrzelony 21 listopada 2013 z rosyjskiej bazy wojskowej Jasnyj. Przed nimi umieszczono na orbicie studenckiego satelitę PW-Sat.

## Misja
Heweliusz został wystrzelony na orbitę 19 sierpnia 2014 o godz. 5:15:00 czasu polskiego (środkowoeuropejskiego letniego CEST) za pomocą chińskiej rakiety Długi Marsz-4B (Chang Zheng 4B), która wystartowała z kosmodromu Taiyuan, 600 km na południowy zachód od stolicy Chin. Satelita został wystrzelony w ramach umowy pomiędzy Polskim Konsorcjum Projektu BRITE i chińską firmą China Great Wall Industry Corporation (CGWIC). Po 14 minutach lotu znalazł się na swojej orbicie. Za start rakiety odpowiadał główny organizator chińskiego programu kosmicznego China Aerospace Science and Technology Corporation (CASC). Wraz z nim poleciał w kosmos satelita obserwacji Ziemi Gaofen-2.
Satelita jest wyposażony w teleskop z czerwonym filtrem, umożliwiający obserwacje zimnych, czerwonych gwiazd. Uzupełniać będzie informacje o gwiazdach jaśniejszych (gorętszych) od Słońca zdobywane przez Lema, wyposażonego w filtr niebieski. Naukowcy planują m.in. poznanie mechanizmów transportu energii, zachodzących w drodze procesów konwekcyjnych, zachodzących wewnątrz gwiazd. Obserwacje prowadzone z użyciem satelitów BRITE cechują się dokładnością przeszło 10 razy większą, niż teleskopy umieszczone na Ziemi.
Na wewnętrznych panelach satelity wygrawerowano logotypy Gdańska i Centrum Hewelianum, w którym prowadzona była transmisja on-line ze startu rakiety oraz podjęta została udana publiczna próba nawiązania połączenia z satelitą. Model satelity Heweliusz, wykonany przez CBK w skali 1:1, od 2011 jest jednym z eksponatów astronomiczno-fizycznej wystawy „Energia, Niebo i Słońce” w Centrum Hewelianum. Satelita wyniósł na orbitę kartę pamięci ze zdjęciami pięciu tysięcy Polaków. 
Imiona dla satelitów – Lem i Heweliusz – wybrały dzieci w ogólnopolskim konkursie organizowanym przez Ministerstwo Nauki i Szkolnictwa Wyższego. Konkurs przeprowadzono w 2011 roku, ogłoszonym przez Sejm RP Rokiem Jana Heweliusza.

## Budowa
Satelity typu BRITE należą do tzw. nanosatelitów o masie nieprzekraczającej 10 kg. O ile pierwszy polski satelita projektu BRITE, Lem, zbudowany był głównie z podzespołów i podsystemów dostarczonych przez kanadyjskiego partnera, to Heweliusz zbudowany jest w znacznej części z komponentów projektowanych w CBK PAN i wytworzonych w Polsce. Są to: wyrzutnik Dragon, oddzielający satelitę od rakiety nośnej, układ zasilania i elastyczne ogniwo słoneczne, miniaturowy wysięgnik, który może służyć jako antena do badania plazmy, urządzenie do kontrolowanego odbezpieczenia ładunku, układ teleskopowy (przekonstruowany, udoskonalony i zminiaturyzowany w stosunku do zagranicznego pierwowzoru, zastosowanego w pozostałych satelitach), układ do pomiaru promieniowania oraz radionadajnik umożliwiający śledzenie satelity przez radioamatorów z Ziemi. Polskiej konstrukcji także jest system ochrony przed promieniowaniem kosmicznym. W warunkach kosmicznych testowany będzie też panel fotowoltaiczny rodzimego pochodzenia. 

## Parametry
Parametry satelity:
- Rozmiar: 20 × 20 × 20 cm
- Masa: 6,0 kg
- Precyzja wyznaczenia orientacji: 10 sekund kątowych
- Precyzja utrzymania orientacji: lepsza niż 1°
- Stabilność orientacji: 1 minuta kątowa RMS
- Moc: 5,4 W do 10 W
- Napięcie zasilające: 4,0 V (nominalne)
- Pojemność akumulatorów: 5,3 Ah
- Transmisja danych na Ziemię: pasmo S (do 256 Kbps)
- Kanał telemetryczny: zakres UHF
- Pojemność pamięci pokładowej: do 256 MB
- Średnica teleskopu: 30 mm (teleskopy satelitów BRITE są obecnie uznawane za najmniejsze naukowe teleskopy wyniesione na orbitę)[2].
- Pole widzenia teleskopu: 24°
- Filtr: czerwony